# Masaaki Endō

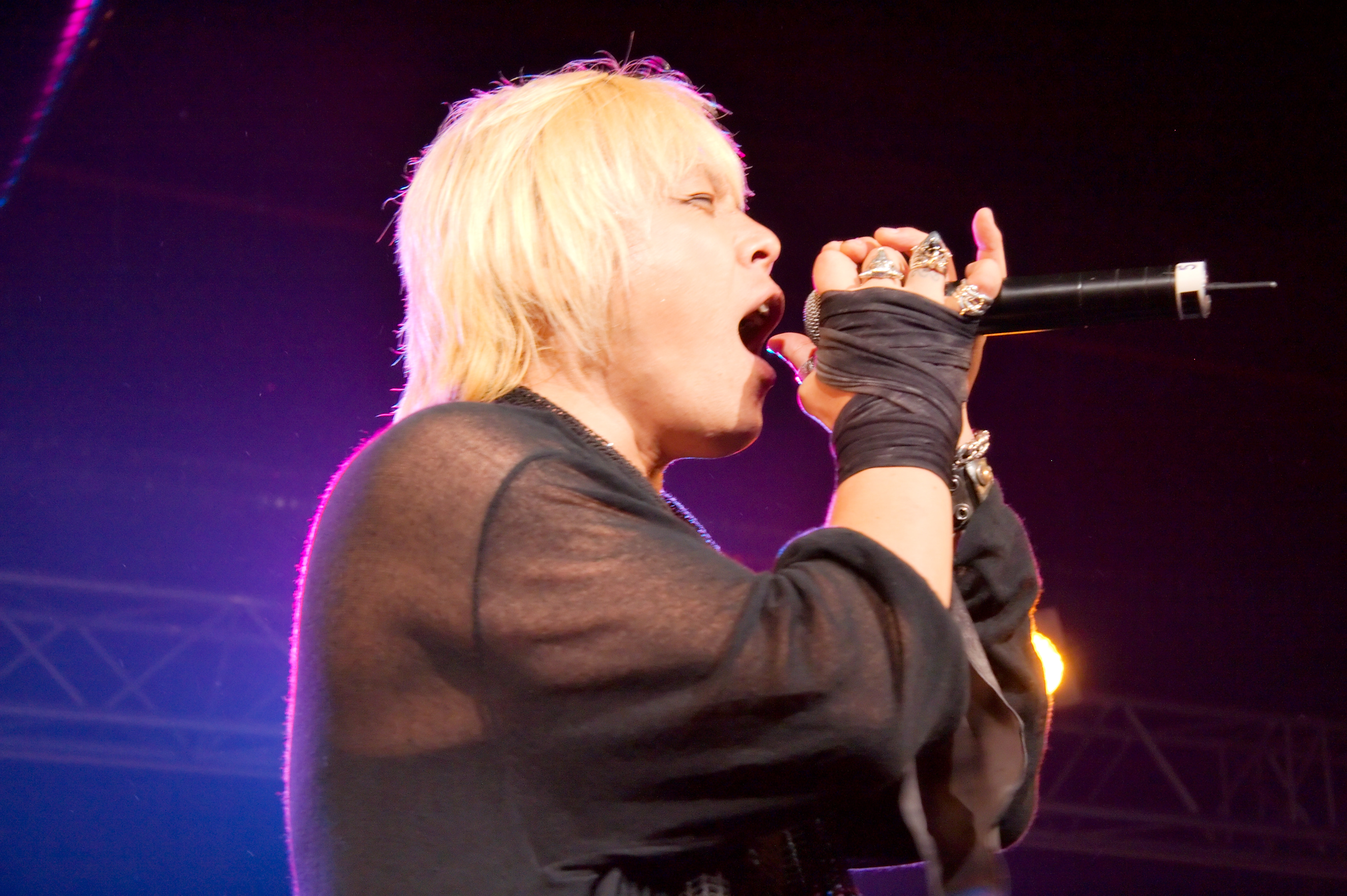
Masaaki Endō in Paris 2008

Masaaki Endō (jap. 遠藤 正明 Endō Masaaki; * 28. August 1967 in Miyagi, Japan) ist ein japanischer Sänger und Songwriter zahlloser Anime- und Tokusatsu-Lieder. Er arbeitet mit Hironobu Kageyama, Hiroshi Kitadani, Masami Okui, Yoshiki Fukuyama und Ricardo Cruz bei der Gruppe JAM Project zusammen.
Er sang unter anderem die Vorspanntitel zu Yūsha-Ō GaoGaiGā (Yūsha-Ō Tanjō!), Bakuryū Sentai Abaranger und GARO (Savior in the Dark ~GARO~ mit JAM Project).

## Diskografie

### Alben
- Chakuriku!! (2003)
- Present of the Voice (2005)
- M.e. (2006)
- Enson3 (2015)
- Present of the Voice 2 (2018)

### Singles
- Forever Friends (Apolon, 1995): zu Street Fighter II V
- Killed by Break Spider (Toshiba EMI, 1996): zu Bakusō Kyōdai Let’s & Go!!
- A Piece of the Sun (永遠のその先 ~You are the best buddies~; Nippon Columbia, 1997): Vor- und Abspanntitel von B’t X Neo
- A no Kawa o Koete (あの河を越えて); Victor Entertainment (1998) Abspanntitel für Hamos the Green Chariot
- Ready, B-Fight! (Polystar, 1999) als Endō Maru (えんどう丸): Vorspanntitel zu Super B-Daman
- Senshi yo, Tachi Agare! (戦士よ、起ち上がれ!); Bandai Music Entertainment, (1999) Vorspanntitel von Cybuster
- Believe in Nexus (2010): Vorspanntitel von Yu-Gi-Oh! 5D’s
- Road to Tomorrow ~ Going My Way!! (2010) Vorspanntitel von Yu-Gi-Oh! 5D’s
- 魂メラめら一兆℃！(2011) Vorspanntitel von Dororon Enma-kun Meeramera
- Fellows (2011): Abspanntitel von Carnival Phantasm
- Vital (2018): Vorspanntitel von Angels of Death